# Paracadutisti d'assalto
Paracadutisti d'assalto è un film statunitense di guerra diretto nel 1959 da William Witney.

## Trama
1942. Sei soldati appartenenti alla stessa formazione vengono paracadutati in Nordafrica. Uno di loro, soprannominato Cowboy, prende la decisione di infiltrarsi nelle linee nemiche per facilitare la conquista di una collina e indossa una divisa tedesca, ma viene ucciso per errore da Charlie, suo commilitone. Gli altri compagni credono che Charlie lo abbia ucciso di proposito e Ace, migliore amico della vittima, giura di vendicarlo. Durante lo sbarco in Sicilia, Charlie riesce a sfuggire agli agguati di Ace. A Salerno, altri camerati cadono uccisi, mentre Charlie rimane impigliato con il paracadute su un albero. Solo quando i compagni lo liberano, Charlie può rimettere in funzione la radio e trasmettere informazioni al comando. Anche il suo destino tuttavia è segnato: i suoi compagni sono feriti e tocca a lui trasportare un generatore attraverso una strada aperta. Seguendo le istruzioni del sottotenente, Charlie cerca di sminare il campo davanti a sé lanciando delle bombe a mano, ma viene ucciso dall'esplosione di una mina.

## Produzione
Cessata l'attività della Republic Pictures, per la quale aveva lavorato per più di vent'anni, il regista William Witney cominciò a realizzare film come indipendente e uno dei primi fu proprio Paracadutisti d'assalto. Ambientato fra Nordafrica, Sicilia e Campania ma girato interamente negli Stati Uniti, il film mette in luce non solo l'eroismo dei combattenti, ma anche i sentimenti meno nobili suscitati dallo stress nella guerra. Il realismo delle scene d'azione è stato notato dal regista Quentin Tarantino che ha rivalutato questa pellicola classificandola tra le quattro migliori di Witney.